# Hello, how are you
Hello, how are you is een single van Australische muziekgroep The Easybeats. Het is afkomstig van hun album Vigil. Het was een van hun spaarzame hits in Europa terwijl in thuisland Australië de ene na de andere hit werd gescoord. In Engeland en Nederland haalde de Easybeats alleen nog met Friday on my mind een hit.
De B-kant Come in, you'll get pneumonia van sommige uitgaven is in de popgeschiedenis een klein zoekplaatje:
- het is geschreven door Bill Shepherd, later muziekproducent van de Bee Gees
- op de achtergrond zongen Olivia Newton-John en Pat Carroll
- Vanda-Young werden later de muziekproducenten van AC/DC en schreven ook voor Flash and the Pan

## Hitnotering
In de Britse Top 50 voor singles haalde het in negen weken de twintigste plaats.

### Nederlandse Top 40
| Positie: | 37 | 24 | 16 | 9 | 7 | 7 | 12 | 17 | 34 | uit |

### Nederlandsewaarschijnlijk Parool Top 20
| Positie: | 15 | 10 | 10 | 8 | 7 | 18 | uit |

### BelgischeBRT Top 30/VlaamseUltratop 30
Deze hitlijsten waren er nog niet.

### NPO Radio 2 Top 2000
| Nummer met noteringen in de NPO Radio 2 Top 2000 | '01  | '02  |
| ------------------------------------------------ | ---- | ---- |
| Hello, how are you                               | 1897 | 1921 |

1. ↑  Een vetgedrukt getal geeft de hoogste notering aan.
2. ↑  2001 was het eerste jaar met een notering voor dit nummer.
3. ↑  Deze tabel is bijgewerkt tot en met de laatste editie (2024).

## Covers
Gary Walker bracht in 1975 een eigen versie van Hello, how are you als single uit. Muziekproducent was toen Allan Clarke van The Hollies. Het werd geen succes. In 1969 had hij met zijn groep Rain al Come in, you'll get pneumonia uitgebracht, ook al zonder succes. Eddy Ouwens heeft het nummer Hello ook ooit gecoverd. Hij zong het tijdens een Los Vastconcert met in het achtergrondkoor Anita Meyer, Peter Koelewijn, Danny de Munk en Nico Haak. Het lied werd in de jaren 70 en 80 gebruikt in reclamespots van Peek & Cloppenburg.